# 船水紀孝
船水 紀孝（ふなみず のりたか、1965年12月14日 - ）は、日本のゲームクリエイター。株式会社バオバブゲームスタジオ代表取締役。

## 略歴
1985年、カプコンに入社。当初は岡本吉起のキャッチボール相手としての採用だった。
最初はアーケードゲームの事業部に配属される。後に『ストリートファイター』シリーズのプロデュースを任される。
1997年、取締役兼第一開発部長に就任。コンシューマーゲームまで含めたカプコンのゲームを統括する立場になる。
1998年には常務取締役に就任。
岡本吉起の指揮の下、カプコン開発の『ゼルダの伝説 ふしぎの木の実』にてプロデュースを担当する。任天堂の関連会社以外が『ゼルダの伝説』シリーズを開発するのは初となった。
船水が指揮していた第一開発部は、『ストリートファイター』以外にも『ヴァンパイア』シリーズやVS.シリーズなど、様々な2D対戦型格闘ゲームを送り出した部署だが「カプコン社内でも2D格闘は古いと非難する声が挙がっていて作るのが辛い」と述べて、次第に同ジャンルからは遠ざかっていく。
2002年には任期満了に伴い常務取締役を退任となり常務執行役員に就任。
2004年4月、カプコンを退社。同僚だった須藤克洋、山崎慎一郎らと共に株式会社クラフト&マイスターを設立し、取締役に就任。2014年9月、同社を退社し株式会社インディゴゲームスタジオを創業、代表取締役就任。同年12月に株式会社コロプラの子会社となる。
2021年2月17日、親会社であるコロプラがインディゴゲームスタジオを吸収合併する基本方針を決定したためインディゴゲームスタジオは解散となる。同年3月、バオバブゲームスタジオを設立。

## 作品
- ガンスモーク：グラフィックデザイナー
- サイドアーム：ゲームデザイン
- 1943 ミッドウェイ海戦：ゲームデザイン
- 1943改：ゲームデザイン
- ロストワールド：ゲームデザイン（あきまんと共同）
- 天地を喰らう：ゲームデザイン
- エリア88：企画（共同）
- 1941 Counter Attack：企画
- チキチキボーイズ：ディレクション
- ニモ：企画、キャラクター協力、編集
- VARTH：ディレクション
- 天地を喰らうII 赤壁の戦い：ゲームデザイン
- パニッシャー：ディレクション
- スーパーストリートファイターII：企画
- スーパーストリートファイターII X：企画
- X-MEN Children of The Atom：ゲームプラン（西谷亮と共同）
- ヴァンパイア ハンター：スペシャルサンクス
- サイバーボッツ：スペシャルサンクス
- ストリートファイターZERO：企画
- Slip Stream：ディレクター
- 19XX -THE WAR AGAINST DESTINY-：スペシャルサンクス
- ストリートファイターZERO2：企画、プロデュース
- スーパーパズルファイターIIX：プロデュース、製作統括
- スターグラディエイター：ゼネラルプロデューサー
- ロックマン2・ザ・パワーファイターズ：ゼネラルプロデューサー
- ストリートファイターZERO2 ALPHA：企画、プロデュース
- X-MEN VS. STREET FIGHTER：ゼネラルプロデューサー
- ウォーザード：ゼネラルプロデューサー
- ロックマン8 メタルヒーローズ：製作統括
- ストリートファイターIII：プロデュース、ゼネラルプロデューサー
- ロックマン バトル&チェイス：製作統括
- バトルサーキット：ゼネラルプロデューサー
- ヴァンパイアセイヴァー：ゼネラルプロデューサー
- マーヴル・スーパーヒーローズ VS. ストリートファイター：ゼネラルプロデューサー
- ロックマンX4：製作統括
- カプコンスポーツクラブ：製作統括
- ヴァンパイア セイヴァー2：ゼネラルプロデューサー
- ヴァンパイア ハンター2：ゼネラルプロデューサー
- ブレス オブ ファイアIII：製作統括
- ポケットファイター：ゼネラルプロデューサー
- 私立ジャスティス学園 LEGION OF HEROES：ゼネラルプロデューサー
- バイオハザード2：ゼネラルプロデューサー
- MARVEL VS. CAPCOM CLASH OF SUPER HEROES：ゼネラルプロデューサー
- スターグラディエイター2：プロデュース
- ロックマン&フォルテ：製作統括
- ストリートファイターEX2：ベリースペシャルサンクス
- ストリートファイターZERO3：企画、製作統括
- 超鋼戦紀キカイオー：ゼネラルプロデューサー
- ジョジョの奇妙な冒険：ゼネラルプロデューサー
- パワーストーン：ゼネラルプロデューサー
- ギガウイング：製作総指揮
- 私立ジャスティス学園 熱血青春日記2：ゼネラルプロデューサー
- ストリートファイターEX2 PLUS：スペシャルサンクス
- ディノクライシス：製作統括
- トロンにコブン：製作統括
- バイオハザード3 LAST ESCAPE：製作統括
- 頂上決戦 最強ファイターズ SNK VS. CAPCOM：スーパーバイザー
- ストライダー飛竜2：プロデューサー
- MARVEL VS. CAPCOM 2 NEW AGE OF HEROES：ゼネラルプロデューサー
- パワーストーン2：ゼネラルプロデューサー
- ブレス オブ ファイアIV うつろわざるもの：エグゼクティブプロデューサー
- カプコン バーサス エス・エヌ・ケイ ミレニアムファイト 2000：ゼネラルプロデューサー
- SPAWN In The Demon's Hand：ゼネラルプロデューサー
- スーパーストリートファイターII X for Matching Service：ゼネラルプロデューサー
- 燃えろ!ジャスティス学園：ゼネラルプロデューサー
- ストリートファイターZERO3↑：企画、製作統括
- ゼルダの伝説 ふしぎの木の実：プロデュース
- 機動戦士ガンダム 連邦vs.ジオン：ゼネラルプロデューサー
- カプコン バーサス エス・エヌ・ケイ ミレニアムファイト 2000 PRO：ゼネラルプロデューサー
- ワンピースマンション：製作統括
- ヘビーメタル ジオマトリックス：ゼネラルプロデューサー
- CAPCOM VS. SNK 2 MILLIONAIRE FIGHTING 2001：ゼネラルプロデューサー
- 機動戦士ガンダム 連邦vs.ジオン DX：ゼネラルプロデューサー
- ジョジョの奇妙な冒険 黄金の旋風：ゼネラルプロデューサー
- アウトモデリスタ：ゼネラルプロデューサー
- デビルメイクライ2：製作総指揮
- カオス レギオン：スーパーバイザー
- ゼルダの伝説 4つの剣：プロデュース
- ガチャフォース：製作統括
- バイオハザード アウトブレイク：イベントプラン、製作総指揮
- ハイパーストリートファイターII：エグゼクティブディレクター
- モンスターハンター：エグゼクティブディレクター
- 超ドラゴンボールZ：開発総指揮
- アースシーカー：ゲームデザイン
- コンボキマール：プロデュース
- ガンダムブレイカー
- おしおき☆パンチガール!!!
- 激突!! Jリーグ プニコンサッカー：プロデュース
- バクレツモンスター